# 张卫 (1993年3月)
张卫（1993年3月28日—），男，江苏南京人，中国大陆足球运动员，现效力于中国足球超级联赛球队青岛海牛。

## 生平
张卫早年就读于南京市鼓楼区第一中心小学。他后来在上海东亚的队友武磊、林创益也都出自该校，而且林创益与张卫同一年级。与武磊、林创益早早进入上海东亚青训体系不同，张卫小学毕业后来到北京，去了一家与北京国安有合作关系的青训俱乐部。

### 俱乐部生涯
2009年，张卫所在的俱乐部解散，这年在广西梧州参加冬训时，张卫被范志毅选中，他自此进入上海东亚。2010年，张卫首次进入崇明岛上海东亚基地。为备战中华人民共和国第十二届全国运动会，张卫代表上海中邦参加了两年中国足球乙级联赛，是成耀东的主力边后卫。2013年，张卫随上海全运队夺得十二运男子足球甲组的冠军。
2014年，张卫进入上海东亚队征战中超联赛的名单。5月4日，客场与广州富力的联赛比赛中，张卫首次亮相，替补出场打了2分钟的比赛。2016年3月15日，主场与大阪钢巴的比赛，张卫替补登场，这是他首次在亚冠联赛亮相。